# Niklas Sundblad
Niklas Sundblad, född 3 januari 1973 i Stockholm, är en svensk före detta ishockeyspelare och nuvarande ishockeytränare. Han tog över rollen som huvudtränare för Örebro HK i SHL i Januari 2017. Örebro låg då illa till i tabellen men lyckades säkra SHL-kontraktet under Sundblads ledning. Tidigt i December 2018 meddelade Örebro att Sundblad och assisterande tränare Petri Liimatainen får sparken till följd av den dåliga inledningen av säsongen.